# Feng
Feng léase: Fóng (en chino:丰县; pinyin; Fēng Xiàn) es un condado bajo la administración directa de la ciudad-prefectura de Xuzhou, provincia de Jiangsu, al este de la República Popular China. Feng yace en la llanura del Norte de China con una altitud promedio de 40 m s. n. m. , en el cruce de las provincias de Jiangsu , Shandong , Henan y Anhui .  Su área total es de 1450 km² y su población proyectada para 2016 llegó a 948 900 habitantes.
En 2014, el condado de Feng fue consecutivamente nominado como una de las 100 ciudades pequeñas y medianas más importantes de China con el mayor potencial de inversión en el año, ubicándose en el puesto 78.

## Etimología
El sinograma "Feng" (丰) aquí tiene dos significados: por un lado, era el nombre de un antiguo afluente del río Si (泗水) , tributario del rio Amarillo, que fluía a través del área. Por otro lado, el área se consideró abundante y rica, lo que se podría traducir literalmente como Condado Abundante o En Grande.
En la antigüedad esta zona era conocida como; Fengyi (丰邑), Qingtai (秦台) y Fengcheng (凤城) "la ciudad Fénix" , y según una leyenda fue el Fenix chino que recibiera el nombre de esta ciudad. 

## Administración
El condado Feng se dividen en 15 pueblos  , que se administran 3 subdistritos y 12 poblados.

## Geografía
El condado de Feng está en la llanura aluvial del río Huai. El terreno es alto y plano. La elevación del terreno es generalmente entre 34.5 y 48.2 metros, y el sudoeste es ligeramente más alto que el noreste.
El condado Feng es bañado por el río Fuxin (复新河), la única vía fluvial interprovincial del condado que se conecta con el Gran Canal de China que dista 40 km.
El área total del condado es de 1449.7 kilómetros cuadrados (40% bosque) , con una longitud de 59.2 kilómetros de norte a sur y 46.6 kilómetros de este a oeste. 

## Clima
El condado de Feng se ubica en una zona climática de monzón semihúmeda, la región es templada y cálida, con cuatro estaciones distintas y suficiente luz solar. La temperatura promedio anual es de alrededor de 15 °C, la temperatura promedio del mes más frío (enero) es de -0.2 °C y el mes más caluroso (julio) es de 27.3 °C. La precipitación promedio es de aproximadamente 630,4 mm, y el período sin heladas es de aproximadamente 200 días. 
| Parámetros climáticos promedio de Feng (1971−2000) | Parámetros climáticos promedio de Feng (1971−2000) | Parámetros climáticos promedio de Feng (1971−2000) | Parámetros climáticos promedio de Feng (1971−2000) | Parámetros climáticos promedio de Feng (1971−2000) | Parámetros climáticos promedio de Feng (1971−2000) | Parámetros climáticos promedio de Feng (1971−2000) | Parámetros climáticos promedio de Feng (1971−2000) | Parámetros climáticos promedio de Feng (1971−2000) | Parámetros climáticos promedio de Feng (1971−2000) | Parámetros climáticos promedio de Feng (1971−2000) | Parámetros climáticos promedio de Feng (1971−2000) | Parámetros climáticos promedio de Feng (1971−2000) | Parámetros climáticos promedio de Feng (1971−2000) |
| Mes                                                | Ene.                                               | Feb.                                               | Mar.                                               | Abr.                                               | May.                                               | Jun.                                               | Jul.                                               | Ago.                                               | Sep.                                               | Oct.                                               | Nov.                                               | Dic.                                               | Anual                                              |
| -------------------------------------------------- | -------------------------------------------------- | -------------------------------------------------- | -------------------------------------------------- | -------------------------------------------------- | -------------------------------------------------- | -------------------------------------------------- | -------------------------------------------------- | -------------------------------------------------- | -------------------------------------------------- | -------------------------------------------------- | -------------------------------------------------- | -------------------------------------------------- | -------------------------------------------------- |
| Temp. máx. media (°C)                              | 5.2                                                | 7.8                                                | 13.4                                               | 20.9                                               | 26.3                                               | 30.4                                               | 31.4                                               | 30.6                                               | 26.9                                               | 21.5                                               | 14.1                                               | 7.7                                                | 19.6                                               |
| Temp. mín. media (°C)                              | −3.3                                               | −1.4                                               | 3.2                                                | 9.8                                                | 15.1                                               | 20.2                                               | 23.5                                               | 22.7                                               | 17.4                                               | 10.9                                               | 4.0                                                | −1.6                                               | 10.0                                               |
| Precipitación total (mm)                           | 17.6                                               | 20.5                                               | 36.0                                               | 47.1                                               | 65.5                                               | 106.8                                              | 241.0                                              | 132.6                                              | 72.3                                               | 51.5                                               | 26.7                                               | 14.0                                               | 831.6                                              |
| Días de precipitaciones (≥ 0.1 mm)                 | 4.0                                                | 5.4                                                | 6.4                                                | 7.1                                                | 7.4                                                | 8.0                                                | 13.5                                               | 9.9                                                | 7.2                                                | 6.8                                                | 5.1                                                | 3.7                                                | 84.5                                               |
| Horas de sol                                       | 144.8                                              | 147.5                                              | 177.0                                              | 210.5                                              | 232.7                                              | 218.6                                              | 191.9                                              | 202.8                                              | 188.3                                              | 190.8                                              | 164.2                                              | 151.8                                              | 2220.9                                             |
| Humedad relativa (%)                               | 66                                                 | 64                                                 | 62                                                 | 62                                                 | 64                                                 | 67                                                 | 80                                                 | 81                                                 | 74                                                 | 70                                                 | 69                                                 | 66                                                 | 68.8                                               |
| Fuente: China Meteorological Administration        |                                                    |                                                    |                                                    |                                                    |                                                    |                                                    |                                                    |                                                    |                                                    |                                                    |                                                    |                                                    |                                                    |